# Волобуев, Игорь Павлович
Игорь Павлович Волобуев (род. 13 декабря 1949 г., Москва, РСФСР) — советский и российский физик, работающий в области теоретической физики, доктор физико-математических наук (1995 год), работает ведущим научным сотрудником в НИИ ядерной физики МГУ с 1976 года.

## Биография
Игорь Павлович Волобуев родился в г. Москва 13 декабря 1949 году.
По окончании школы поступил на физический факультет Московского государственного университета имени М. В. Ломоносова,
В 1973 году окончил физический факультет Московского государственного университета имени М. В. Ломоносова,

После этого, с 1973 по 1976 год Волобуев был аспирантом на физический факультет Московского государственного университета имени М. В. Ломоносова.
В декабре 1977 года он защитил кандидатскую диссертацию на тему «Вопросы теории поля с импульсным пространством постоянной кривизны»
по специальность 01.04.02 — Теоретическая физика. 
В 1995 году защитил докторскую диссертацию на тему «Физика и геометрия симметричных калибровочных полей»
по специальность 01.04.02 — Теоретическая физика. 
С 1976 года Волобуев работал младшим научным сотрудником в НИИ ядерной физики МГУ.
В 1986 году он стал научным сотрудником,
в 1992 году - старшим научным сотрудником НИИ ядерной физики МГУ, а
в 1995 году стал ведущим научным сотрудником в отделе теоретической физики высоких энергий НИИ ядерной физики МГУ.

## Основные научные результаты
Основные научные результаты Волобуева связаны с использованием методов теории взаимодействий элементарных частиц в пространстве-времени с дополнительными измерениями.

## Некоторые публикации
- Y.A. Kubyshin , J.M. Mourao , G. Rudolph , I.P. Volobujev. Dimensional Reduction of Gauge Theories, Spontaneous Compactification and Model Building. — Berlin, Heidelberg: Springer, 1989. — 80 с. — ISBN 978-3-662-13753-6. — doi:10.1007/3-540-51917-3.

- И.П. Волобуев, Ю.А. Кубышин. Дифференциальная геометрия и алгебры Ли и их приложения в теории поля. — Москва: URSS, 2020. — 80 с. — ISBN 978-3-662-13753-6.

- .Э. Боос, В.Е. Буничев, И.П. Волобуев, В.О. Егоров, С.И. Кейзеров, Э.Р. Рахметов, М.Н. Смоляков. Физика и феноменология больших дополнительных измерений, Успехи Физтческих наук, 2020, принятые к публикаци, doi=10.3367/UFNr.2024.12.039820